# Calathea ovandensis
Calathea ovandensis là một loài thực vật có hoa trong họ Marantaceae. Loài này được Matuda mô tả khoa học đầu tiên năm 1951.